# Orbita areocentryczna
Orbita areocentryczna to orbita wokół planety Mars.
Przedrostek areo wywodzi się od boga wojny Aresa z mitologii greckiej, odpowiednika rzymskiego Marsa. Nazwa orbity została utworzony analogicznie do orbity geocentryczej (okołoziemskiej) oraz heliocentrycznej (okołosłonecznej).
Pierwszy sztuczny satelita na orbicie innej niż Ziemia planety – Mariner 9 – wszedł na orbitę areocentryczną 13 listopada 1971 roku.